# Edward Hanney
Terence Percival "Ted" Hanney (Bradfield, Berkshire, 19 de gener de 1889 – Reading, Berkshire, 30 de novembre de 1964) va ser un futbolista i entrenador anglès. Jugà com a centrecampista i en el seu palmarès destaca la medalla d'or en la competició de futbol dels Jocs Olímpics d'Estocolm, el 1912.
A nivell de clubs jugà al Wokingham Town, Reading, en dos períodes, Manchester City, Brentford, Clapton Orient, Coventry City i Northfleet. El 1924 passà a exercir tasques d'entrenador del VfB Stuttgart, amb qui guanyà el campionat regional de Württemberg-Baden el 1927, el primer títol del club. La temporada següent va entrenar al FC Wacker München i va dur el club fins a les semifinals de la lliga alemanya de 1928.